# 神 (一神教)
在一神教中，神被认为是至高无上的存在，是宇宙萬物的創造者，通常也是信仰的主要目标。一神教中有關神的概念有全知（無所不知）、全能（無所不能）、全在（無所不在），是永恆且必然的存在。這些屬性可能是類比的，也可以以字面上來解讀。一般會認為神是無形體（非物质的）的。神有形體或無形體常和神的內蘊（在自然界之中）及超越性（在自然界以外）的概念有關。
有些宗教的神是沒有性別的，也有一些宗教（或是後來的翻譯）對神使用了有區分性別的詞語。例如猶太教對於神有文法上的性別，為了方便，使用像是 Him 或是 Father 的稱呼。
有些宗教認為神是有位格的，有些則認為是無位格的。在有神论中，神是宇宙萬物的創造者及维持者。在自然神论中，神是創造者，但不是维持者。雖然上帝創造了宇宙和它存在的規則，但是在此之後上帝並不再對這個世界的發展產生影響。泛神论中的神就是宇宙本身，无神论中沒有神的存在和對其的信仰。不可知论則認為不確定神是否存在。一般也認為神是所有道德責任的源頭，也是最偉大的。有關神的存在性，許多著名的哲學家都有相關的論述，有些支持神存在，有些則認為神不存在。
一神教的信徒會用所信仰的宗教對神的稱呼來稱呼神，其中有些名字是和神的特質及屬性有關的文化概念。在古埃及的阿肯那頓改革，可能是有紀錄的最早的一神教，其中神的名字是阿頓，意思是唯一「真正」的至高者，也是宇宙的創造者。在希伯來聖經及犹太教中，神的名字有埃洛希姆, Adonai、四字神名（希伯來語：יהוה）及其他名字；雅威及耶和華是基督教所使用的名字，可能是將四字神名YHWH加上母音而得的。基督教的教義中有三位一體：神只有一位，不過有三個位格，分別是聖父、聖子、聖靈/聖神。在伊斯兰教中，會用安拉或真主來稱呼神，不過穆斯林也會用其他對神的稱呼。印度教中，有時會將梵視為是一元论概念下的神。其他的宗教也有神的名字，例如巴哈伊信仰中的神、锡克教中的Waheguru、巴厘島印度教中的Sang Hyang Widhi Wasa以及琐罗亚斯德教中的阿胡拉·馬茲達。
有關神的許多不同的概念，以及彼此衝突的神的屬性、目地以及行動，帶來了像泛神論、泛自然神論或长青哲学的發展，這些思想認為有一個根本性的神學真理，但每一個宗教都只有部份的理解，因此「其實上，全世界眾多廣大的宗教其實是在崇拜同一個神，不過是用許多不同、重疊的概念」。

## 神的存在性
一神教中的神的存在性是一个广受关注的话题，从古至今，许多知名的哲学家、科学家对神的存在性提出过疑问或反对。迈蒙尼德、圣奥古斯丁、牛顿等人认为神是存在的，同时也有许多科学家、哲学家否认神的存在。近代的不可知论者的代表人物伯特兰·罗素，则相信上帝是否存在是无法证明的，但无法否认其它众人感知的存在，这涉及了哲学上“实存”的争议。
費爾巴哈认為：在各個方面神與人類本能的一般特性和需求是一致的，「若人類想要找出神的意涵，他就要在神（的意涵) 找出他自己」。「神就是人」，可以這樣說，「神是人類的內在本性向外的投射」。費爾巴哈提出唯物價值觀（materialism）的自然神論的觀點——這引導人們由另一個角度思考「神和人的關係」：是神創造了人還是人創造了神？

## 神的特征

### 神的名称
对于一神教诸宗教中的“神”的称呼有不同的汉语译名，例如犹太教和基督宗教中的神常被翻译为“上帝”、「天主」或“上主”，回教中的神则被翻译为“真主”或音译为“安拉”，巴哈伊教中神被音译为“巴哈伊”。

### 神的性别
神的性别是一個文學的或寓言的議題，超越了身體的形式。在多神教中，神祇一般是有性別的，因此可以以男性或女性的身份和其他神祇或人類互動。在大部份一神教中，神是無形的靈體，神的性別是類比神和人類之間的關係，一般會用宗教典籍中的描述來說明神的性別。
在《舊約》、《新約聖經》中，一般會將神描述為男性，稱之為「父」。不過也有時強化神的女性特質，例如創世記1章26-27節、〈詩篇〉123篇2-3節，〈何西阿書〉11章3-4節、〈以賽亞書〉66章13節中則是以母親的角色出現。

## 信仰分布

2005年在欧洲国家开展的一项调查中回答「相信神存在」者的比例。天主教（如波兰、葡萄牙）、东正教（希腊、罗马尼亚、塞浦路斯）或伊斯兰教（<土耳其）信众占人口多数的国家在调查中结果最高。

截至2000年，全世界大约53%的人口信仰三大亞伯拉罕諸教中的一种（33%为基督宗教 ，20%为伊斯兰教，不到1%为犹太教），6%信仰佛教 ，13%信仰印度教，6%信仰中国传统宗教，7%信仰其他多种宗教，不到15%的人为无信仰者。大多数宗教信仰存在一神或多神。